# Catopsis oerstediana
Espèce
Catopsis oerstediana est une espèce de plantes à fleurs de la famille des Bromeliaceae, présente dans les régions tropicales au Mexique et en Amérique centrale.

## Distribution
L'espèce est présente en amérique du Nord au Mexique et en Amérique centrale, notamment au Costa Rica, au Guatemala, au Honduras, au Nicaragua et au Salvador.

## Description
L'espèce est épiphyte.